# Michu
Miguel Michu (teljes nevén Miguel Pérez Cuesta) spanyol labdarúgó. 1986-ban született a spanyolországi Oviedóban.

## Real Oviedo
Többek között Juan Matával és Santi Cazorlával kezdett focizni a Real Oviedo CF csapatánál. Alapvetően itt még támadó középpályást játszott. A felnőtt csapatban is többször játszott, amikor 2007 nyarán eligazolt az akkor még másodosztályú Celta Vigoba.

## Celta Vigo
"Az Oviedóban elsajátított alapok után hasznos és tanulságos éveket húztam le Vigóban – mondta Michu. – Jóval kevesebb gólt szereztem, mint mostanság, hiszen visszavontabb volt a szerepköröm."

## Rayo Vallecano
2011-ben aláírt a Primera División-újonc Rayo Vallecanóhoz. Fantasztikus idényt futott első nekifutásra, hiszen középpályásként 37 bajnokin 15 gólt szerzett, ennek ellenére nem sokat beszéltek róla, még ismeretlen volt. De azért a Swansea City AFC felfigyelt rá, és mindössze 2 millió fontért leigazolták.

## Swansea City
A walesi csapatban már csatárként számoltak vele, rögtön az első mérkőzésen a Queens Park Rangers FC ellen. Az új edző, Michael Laudrup is aznap debütált bajnoki mérkőzésen. Michu két gólt lőtt és adott egy gólpasszt, így oroszlánrészt vállalt az 5-0 arányú győzelemből. Ősszel duplázott a QPR-on kívül az Arsenal FC és a Norwich City FC ellen is. Tavasszal kicsit visszaesett, de még így is kiemelkedően a walesiek legjobbja volt. 2013-14-es szezonban kapott egy társat, az elefántcsontparti Wilfried Bony-t.